# Linh dương đầu bò đen
Linh dương đầu bò đen (tiếng Anh: black wildebeest hay white-tailed gnu (linh dương đầu bò đuôi trắng) (danh pháp hai phần: Connochaetes gnou) là một trong hai loài linh dương đầu bò (wildebeest) có liên quan chặt chẽ với nhau. Là thành viên thuộc chi Connochaetes, họ Bovidae. Loài này được Eberhard August Wilhelm von Zimmermann mô tả lần đầu tiên vào năm 1780. Linh dương đầu bò đen có chiều dài điển hình từ đầu đến hết thân từ 170–220 cm (67–87 in), cân nặng trung bình khoảng 110–180 kg (240–400 lb). Con đực khi đứng bờ vai cao xấp xỉ 111–121 cm (44–48 in), trong khi con cái có chiều cao khoảng 106–116 cm (42–46 in). Linh dương đầu bò đen mang chiếc đuôi trắng đặc trưng, dài giống như loài ngựa. Lông phủ toàn thân có màu từ sẫm nâu đến màu đen. Lông dài sẫm màu giữa hai chân trước và dưới bụng.
Linh dương đầu bò đen là loài ăn cỏ, toàn bộ chế độ ăn uống gồm nhiều loài cỏ khác nhau. Nước là một nhu cầu thiết yếu. Có ba nhóm bầy đàn khác biệt: đàn con cái, đàn con đực đơn thân và đàn con đực chiếm lãnh thổ. Chúng chạy nhanh, giao tiếp bằng cách sử dụng một loạt thông báo thị giác và âm thanh. Mùa sinh sản chính của linh dương đầu bò đen từ tháng Hai đến tháng Tư. Con non duy nhất thường được sinh ra sau thai kỳ khoảng tám tháng rưỡi. Thú non vẫn ở với con cái cho đến khi con non tiếp theo của linh dương cái được sinh ra sau đó một năm. Linh dương đầu bò đen sống tại đồng bằng rộng, đồng cỏ và vùng cây bụi Karoo.
Quần thể tự nhiên của linh dương đầu bò đen, loài đặc hữu tại khu vực phía nam châu Phi, gần như hoàn toàn bị tiêu diệt trong thế kỷ 19, do danh tiếng loài cũng như dịch bệnh, giá trị da và thịt của chúng. Tuy nhiên, loài này được tái nhập rộng rãi từ những linh dương sống được nuôi nhốt, cả ở khu bảo tồn thiên nhiên lẫn khu tư nhân trên khắp Lesotho, Eswatini, và Nam Phi. Chúng cũng được du nhập bên ngoài phạm vi tự nhiên ở Namibia và Kenya.

## Phân loại và tiến hóa
Danh pháp hai phần của linh dương đầu bò đen là Connochaetes gnou. Loài được xếp vào chi Connochaetes, họ Bovidae và được Eberhard August Wilhelm von Zimmermann, nhà động vật học người Đức, mô tả lần đầu năm 1780. Ông mô tả dựa trên một bài báo được nhà triết học tự nhiên Jean-Nicolas-Sébastien Allamand viết vào năm 1776. Danh pháp chi Connochaetes xuất phát từ tiếng Hy Lạp là κόννος, kónnos, "beard" (râu), và χαίτη, khaítē, "flowing hair" (mái tóc), "mane" (bờm). Danh pháp loài "gnou" bắt nguồn từ tên theo tiếng Khoikhoi dành cho nhiều loài động vật, gnou. Tên phổ biến "gnu" cũng được cho có nguồn gốc từ tên theo tiếng Hottentot là T'gnu, nó đề cập đến tiếng kêu lặp đi lặp lại "ge-nu" của con đực trong mùa giao phối. Linh dương đầu bò đen lần đầu tiên được phát hiện ở miền phía Bắc của Nam Phi trong những năm 1800.
Linh dương đầu bò đen từng xếp chung với chi tương tự hiện nay là linh dương đầu bò xanh (Connochaetes taurinus). Điều này không phải giữ nguyên như thế, một thời gian sau nó được xếp dưới một chi riêng biệt, Gorgon. Dòng dõi linh dương đầu bò đen dường như phân tách từ linh dương đầu bò xanh vào thời gian từ khoảng giữa đến cuối Thế Pleistocene, trở thành loài riêng biệt khoảng một triệu năm về trước. Sự tiến hóa này khá gần trong một niên đại địa chất.
Đặc điểm cần thiết cho tập tính bảo vệ lãnh thổ như cặp sừng và hộp sọ rộng của linh dương đầu bò đen hiện đại được tìm thấy trên hóa thạch tổ tiên của loài. Hóa thạch phát hiện sớm nhất là đá trầm tích ở Cornelia tại Orange Free State có niên đại khoảng 800.000 năm. Hóa thạch từ trầm tích sông Vaal cũng được báo cáo, mặc dù không rõ ràng chúng có cổ xưa như những gì tìm được tại Cornelia hay không. Sừng của linh dương đầu bò đen phát hiện được tại những đụn cát gần Hermanus, Nam Phi. Đây là phạm vi vượt xa những gì ghi nhận được về loài này dẫn đến đề xuất cho rằng số con vật có thể di cư đến khu vực này từ Karoo.

### Lai giống
Linh dương đầu bò đen được biết đến là có thể lai giống với họ hàng phân loại gần của chúng, linh dương đầu bò xanh. Linh dương đầu bò đen đực giao phối với linh dương đầu bò xanh cái và ngược lại. Sự khác biệt hành vi xã hội và môi trường sống trong lịch sử đã ngăn cản lai tạp giữa 2 loài, tuy nhiên sự giao phối có thể xảy ra khi cả hai đều bị giới hạn phạm vi cùng khu vực. Kết quả con lai thường tốt giống. Một nghiên cứu về động vật lai tại khu bảo tồn thiên nhiên Đập Spioenkop ở Nam Phi cho biết có nhiều bất lợi dị thường liên quan đến răng, sừng và xương khớp nối trong hộp sọ. Một nghiên cứu khác báo cáo sự gia tăng kích thước con lai so với một trong hai bố mẹ của chúng. Ở vài con vật khoang thính giác bị biến dạng cao, ở số khác xương quay và xương trụ được hợp nhất.

## Mô tả

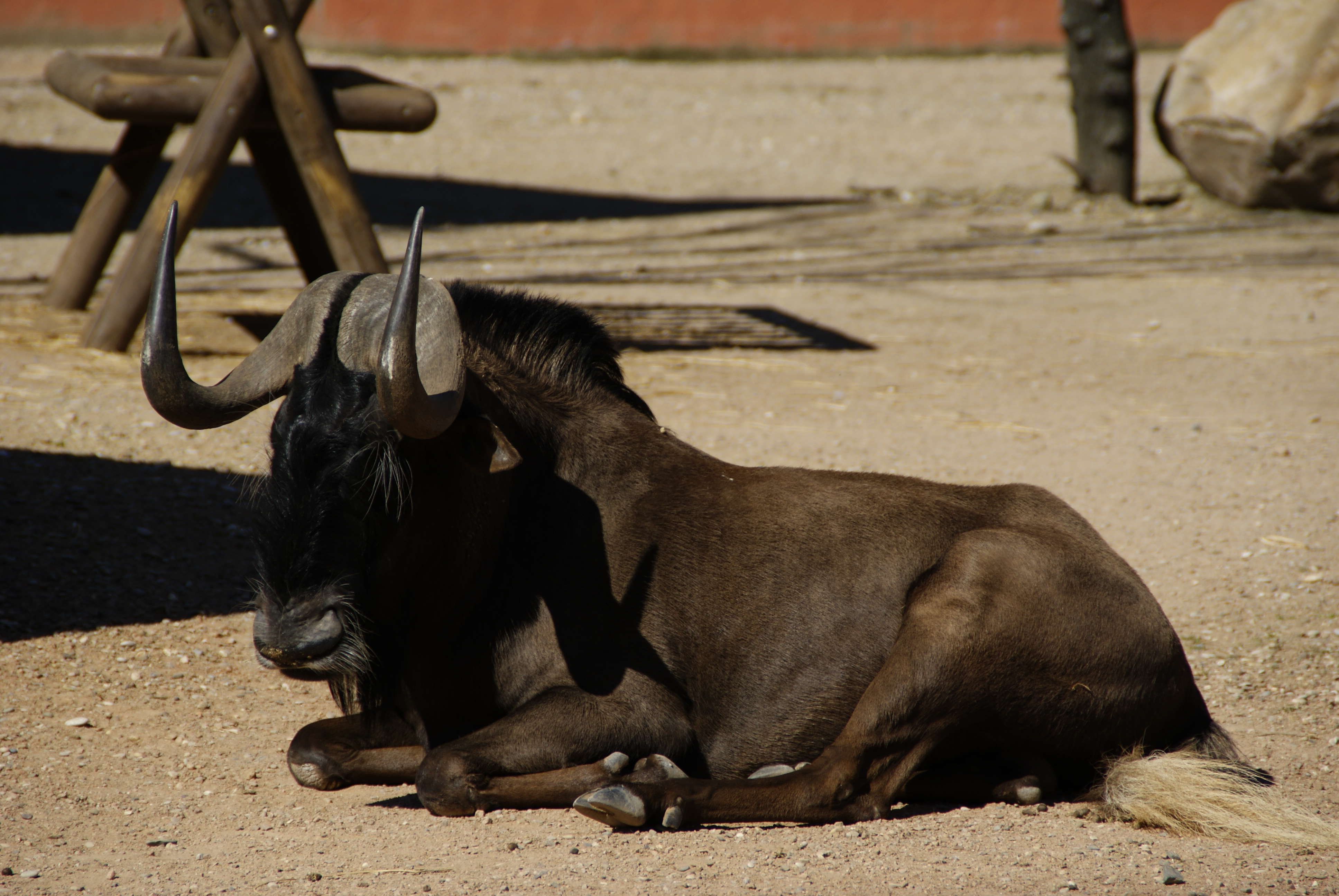
Linh dương đầu bò đen có cặp sừng cong ngược về sau

Linh dương đầu bò đen là loài dị hình giới tính, con cái có kích thước nhỏ hơn và mảnh mai hơn con đực. Chiều dài điển hình từ đầu đến hết thân từ 170–220 cm (67–87 in). Con đực có bờ vai cao xấp xỉ khoảng từ 111 đến 121 cm (44 đến 48 in), trong khi con cái cao khoảng từ 106 đến 116 cm (42 đến 46 in). Con đực có cân nặng điển hình khoảng từ 140 đến 157 kg (309 đến 346 lb), con cái cân nặng khoảng từ 110 đến 122 kg (243 đến 269 lb). Đặc điểm phân biệt có ở cả hai giới là chiếc đuôi dài, màu trắng tương tự đuôi ngựa. Màu trắng sáng của đuôi đem đến cho loài này tên theo tiếng địa phương là "linh dương đầu bò đuôi trắng", phân biệt với linh dương đầu bò xanh, vốn có đuôi màu đen. Chiều dài đuôi khoảng từ 80 đến 100 cm (31 đến 39 in).
Linh dương đầu bò đen có lông phủ toàn thân có màu nâu hoặc đen, hơi nhạt màu hơn vào mùa hè, thô hơn và dày hơn vào mùa đông. Con non mới sinh có lông xù xì, vàng nhạt. Con đực sẫm màu hơn so với con cái. Linh dương có bờm rậm, ngọn bờm đen, cũng như linh dương đầu bò xanh, đính lên từ phía sau cổ. Lông sắp xếp theo màu trắng hoặc màu kem với ngọn sẫm tối. Trên mõm lẫn dưới cằm, có râu cứng đen. Lông dài sẫm tối mọc giữa hai chân trước và dưới bụng. Những đặc điểm thể chất khác bao gồm chiếc cổ dày, lưng phẳng, đôi mắt khá nhỏ và tròn sáng.
Cả hai giới đều có cặp sừng khỏe, cong về phía trước, giống như lưỡi câu và dài lên đến 78 cm (31 in). Cặp sừng rộng lớn ở con đực trưởng thành dát phẳng tạo thành lá chắn bảo vệ. Ở con cái, cặp sừng ngắn hơn và hẹp hơn. Sừng phát triển đầy đủ ở con cái trong năm thứ ba, nhưng sừng không phát triển đầy đủ trước tuổi thứ 4 hoặc 5 ở con đực. Linh dương đầu bò đen thường có 13 đốt sống ngực, mặc dù mẫu vật có 14 đốt đã được báo cáo, loài này cho thấy xu hướng biến đổi vùng ngực trở nên thon dài. Tuyến mùi hương tiết ra một chất dính phía trước đôi mắt, dưới búi lông và trên bàn chân trước. Con cái có hai núm vú. Ngoài sự khác biệt tại đuôi, hai loài linh dương đầu bò cũng khác nhau về kích thước và màu sắc, loài đen nhỏ hơn, sẫm màu hơn so với loài xanh.
Linh dương đầu bò đen có thể duy trì nhiệt độ cơ thể trong phạm vi nhỏ bất chấp những biến động lớn của nhiệt độ bên ngoài. Cho thấy loài này phát triển tốt hành vi định hướng bức xạ Mặt Trời giúp linh dương phát triển mạnh dưới nắng nóng và môi trường sống không có bóng râm. Hồng cầu đếm được khi sinh cao và tăng khi đến 2-3 tháng tuổi. Trong khi ngược lại, bạch cầu đếm được lúc sinh thấp và giảm trong suốt cuộc đời. Bạch cầu hạt trung tính đếm được cao ở tất cả lứa tuổi. Lượng hematocrit và hemoglobin giảm khi được 20-30 ngày tuổi sau khi sinh. Cao điểm liều lượng của tất cả thông số hemoglobin khi linh dương đạt 2-3 tháng tuổi, sau đó giảm dần, đạt giá trị thấp nhất ở cá thể lớn tuổi nhất. Sự hiện diện sợi co giật nhanh và cơ bắp có khả năng sử dụng một lượng lớn oxy hỗ trợ, đã giải thích cho tốc độ chạy nhanh của linh dương đầu bò đen cùng sức đề kháng cao đến lúc mệt mỏi. Loài này có thể sống được chừng 20 năm.

## Bệnh tật và ký sinh trùng
Linh dương đầu bò đen đặc biệt nhạy cảm với bệnh than, một loại dịch hiếm và phân tán rộng rãi từng được ghi nhận và có khả năng gây tử vong cao. Mất điều hòa liên quan đến bệnh thoái hóa tủy sống và nồng độ đồng thấp trong gan cũng được phát hiện ờ loài này. Bệnh tích nước bao tim (Ehrlichia ruminantium) là một chứng bệnh ký sinh do nhóm vi khuẩn Rickettsia gây ra có ảnh hưởng đến linh dương đầu bò đen, cũng như linh dương đầu bò xanh bị ảnh hưởng chí tử do dịch tả trâu bò và lở mồm long móng, người ta tin rằng linh dương đầu bò đen cũng có khả năng mẫn cảm với nhiều loại bệnh trên. Sốt viêm ác tính trâu bò là một căn bệnh gây tử vong cho bò nhà, do Virus Gammaherpes gây ra. Dường như, giống với linh dương đầu bò xanh, linh dương đầu bò đen tích chứa virus và giống tất cả động vật mang mầm bệnh, liên tục bị nhiễm bệnh nhưng không có triệu chứng thể hiện. Virus lây truyền từ mẹ sang con trong thai kỳ hoặc ngay sau khi sinh.
Linh dương đầu bò đen hoạt động như vật chủ của một số ký sinh trùng bên ngoài và bên trong chúng. Một nghiên cứu tại Karroid Mountainveld (Đông Cape, Nam Phi) cho thấy sự hiện diện tất cả giai đoạn ấu trùng loài ruồi ký sinh dưới mũi, Oestrus variolosus và Gedoelstia hässleri. Giai đoạn giữa hai lần thay vỏ đầu tiên của ấu trùng G. hässleri phát hiện với số lượng lớn trên màng cứng (dura mater) ở linh dương non, đặc biệt từ tháng 6 đến tháng 8, sau đó di chuyển đến đoạn mũi. Dịch bệnh ghẻ lở do ve lặp đi lặp lại đã dẫn đến sự tuyệt chủng quy mô lớn. Nghiên cứu đầu tiên về động vật nguyên sinh trong linh dương đầu bò xanh và đen cho thấy sự hiện diện 23 loài sinh vật đơn bào trong dạ cỏ, có cả Diplodinium bubalidis và Ostracodinium damaliscus phổ biến ở tất cả cá thể.

## Sinh thái và hành vi

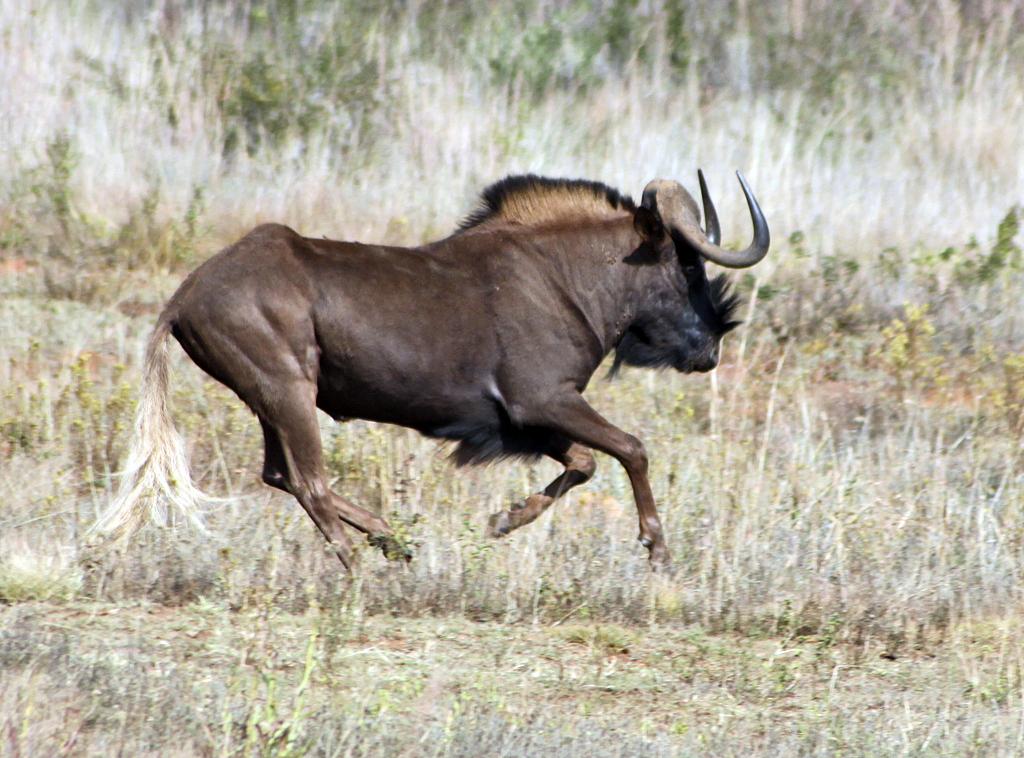
Linh dương đầu bò đen có tốc độ lên đến 80 km/h.

Linh dương đầu bò đen hoạt động chủ yếu vào sáng sớm và chiều tối, ưa thích nghỉ ngơi tại thời điểm nóng nhất trong ngày. Linh dương có thể chạy với tốc độ 80 km/h (50 mph). Khi một đối tượng lạ đến gần đàn khoảng vài trăm mét, linh dương thở phì rồi chạy một khoảng ngắn trước khi dừng và nhìn lại, chúng sẽ lặp đi lặp lại hành vi này nếu tiếp tục bị đến gần. Chúng giao tiếp với nhau bằng cách sử dụng pheromone dò tìm phản ứng flehmen và một số hình thức truyền thông phát âm. Một trong số đó là tiếng thở lách cách như kim loại hoặc tiếng vọng "hick", có thể nghe cách đó đến 1500 mét (1 dặm). Động vật săn thịt loài này gồm có sư tử, linh cẩu đốm, chó hoang châu Phi, báo hoa, báo gêpa và cá sấu. Thú non là mục tiêu chính của linh cẩu, trong khi sư tử tấn công linh dương trưởng thành.
Linh dương đầu bò đen là loài động vật xã hội có cấu trúc xã hội phức tạp bao gồm ba nhóm riêng biệt: thứ nhất, đàn linh dương cái, bao gồm con cái trưởng thành và con non; thứ hai, đàn con đực đơn thân, gồm chỉ con non 1 tuổi và con đực lớn tuổi; thứ ba, con đực chiếm lãnh thổ. Số con cái mỗi đàn biến thiên, thường từ 14 đến 32, nhưng cao nhất trong các quần thể dày đặc và cũng gia tăng theo mật độ thức ăn. Có sự gắn bó chặt chẽ giữa các thành viên trong đàn linh dương cái, nhiều con trong số đó có quan hệ chặt chẽ với nhau. Đàn lớn thường được chia thành nhiều nhóm nhỏ hơn. Trong khi con non ở lại cùng linh dương mẹ, những con lớn tuổi hình thành các nhóm riêng trong đàn. Bầy đàn hình thành hệ thống phân cấp xã hội, con cái khá hung dữ với những con khác cố gắng tham gia nhóm. Con đực thường bị linh dương mẹ khước từ trước khi mùa sinh bắt đầu. Tách thú non khỏi linh dương mẹ có thể là nguyên nhân chính gây tử vong cho linh dương non. Trong khi một số con đực 1 tuổi ở lại trong đàn con cái, những con khác tham gia đàn con đực đơn thân. Đây thường là những liên kết lỏng lẻo và không giống như đàn linh dương cái, chúng không gắn bó chặt với nhau. Một sự khác biệt giữa đàn con cái và con đực đơn thân là sự xâm lược thấp hơn ở một phần linh dương đực. Đàn linh dương đực đơn thân di chuyển rộng rãi trong các môi trường sống và hoạt động như chốn trú ẩn cho những con đực không thành công trong việc chiếm lãnh thổ trước linh dương đực khác, và cũng là một nguồn dự trữ con đực cho nòi giống tương lai.
Ở con đực trưởng thành, thông thường khi đã hơn 4 tuổi chúng thiết lập lãnh thổ riêng nơi đàn con cái thường đi qua. Lãnh thổ này được duy trì suốt cả năm, các cá thể thường cách biệt nhau một khoảng 100–400 m (330–1.310 ft), nhưng điều này có thể thay đổi tùy theo chất lượng môi trường sống. Điều kiện thuận lợi, khoảng cách này ít nhất 9 m (30 ft), nhưng có thể lớn khoảng 1.600 m (5.200 ft) khi môi trường sống nghèo nàn. Mỗi con có một mảng đất ở trung tâm lãnh thổ của mình, trong đó nó thường thả phân, có hành vi phô bày. Bao gồm tiểu, cào, gãi, lăn trên mặt đất và húc sừng mạnh - tất cả đều chứng tỏ sức mạnh của nó với những con khác. Cuộc gặp gỡ giữa hai con đực liên quan đến việc xây dựng nghi thức. Estes đặt ra thuật ngữ "nghi thức thách thức" ("challenge ritual") nhằm mô tả hành vi này ở linh dương đầu bò xanh, nhưng điều đó cũng được áp dụng cho cả linh dương đầu bò đen, nhờ vào tương đồng gần gũi trong hành vi ở cả hai loài. Con đực sẽ đến gần con đực khác với cái đầu hạ thấp, tương tự vị trí gặm cỏ (đôi khi giống như gặm cỏ thực sự). Điều này thường tiếp nối bằng những động tác như đứng ở một vị trí ngược-song song, theo đó một con đực tiểu, đối phương ngửi mùi và thực hiện phản ứng flehmen, sau đó chúng có thể đảo ngược thủ tục. Xuyên suốt nghi thức này hoặc sau đó, hai con linh dương có thể áp sừng vào nhau, đi vòng quanh nhau, hoặc thậm chí nhìn chằm chằm vào nhau. Sau đó chúng bắt đầu đấu nhau, trận đấu có thể diễn ra với cường độ thấp (lồng sừng vào nhau và xô đẩy trong tư thế đứng) hoặc cường độ cao (húc đầu gối, chống trả đối phương mạnh bạo, cố giữ tiếp xúc khi trán đang gần chạm mặt đất). Chúng cũng phô bày sự đe dọa như rung lắc đầu.

### Khẩu phần
Linh dương đầu bò đen chủ yếu ăn cỏ, thích các cây cỏ thấp nhưng cũng ăn các loại thảo mộc và cây bụi khác, đặc biệt khi cỏ xanh khan hiếm. Cây bụi có thể chiếm nhiều đến 37% trong chế độ ăn nhưng cỏ thường chiếm hơn 90%. Nước là nhu cầu cần thiết, mặc dù chúng có thể tồn tại mà không cần uống nước mỗi ngày. Đàn gặm cỏ hoặc theo đường thẳng hoặc theo nhóm lỏng lẻo, thường đi bộ theo dãy đơn khi di chuyển. Chúng thường đi kèm với cò ma, cò chọn ra và tiêu thụ côn trùng ẩn trong lông hoặc bị nhiễu loạn khi di chuyển.
Trước khi người châu Âu xuất hiện trong khu vực, linh dương đầu bò lang thang rộng rãi, hầu như chắc chắn có tương quan đến mùa mưa và thức ăn xanh tốt có sẵn. Loài này không bao giờ thực hiện hành trình di cư lớn như linh dương đầu bò xanh nhưng có thời điểm chúng vượt qua dãy núi Drakensberg, di chuyển về phía đông vào mùa thu, tìm kiếm đồng cỏ tốt tươi. Sau đó linh dương trở về thảo nguyên núi cao vào mùa xuân, di chuyển về phía tây, nơi khoai lang cùng thảm thực vật Karoo khá phong phú. Loài này cũng di chuyển từ phía bắc đến phía nam để tìm kiếm loại cỏ chua tại phía bắc sông Vaal, những cây cỏ sinh trưởng thành thục trở nên có mùi khó chịu thì linh dương đầu bò chỉ ăn chồi non. Ngày nay, hầu như tất cả linh dương đầu bò đen sống tại khu bảo tồn hoặc trang trại, mức độ di chuyển của loài bị hạn chế.
Theo một nghiên cứu về hoạt động gặm cỏ của số linh dương cái sống trong môi trường không bóng râm, phát hiện rằng chúng gặm cỏ chủ yếu vào ban đêm. Quan sát trong thời gian đều đặn suốt thời kỳ một năm, phát hiện ra rằng khi gia tăng nhiệt độ, số lượng linh dương gặm cỏ vào ban đêm cũng tăng lên. Khi thời tiết mát mẻ, chúng nằm xuống nghỉ ngơi nhưng khi điều kiện nóng hơn chúng nghỉ ngơi lúc đứng.

### Sinh sản
Linh dương đực động dục khi được 3 năm tuổi nhưng có thể thành thục ở tuổi trẻ hơn trong điều kiện nuôi nhốt. Linh dương cái đầu tiên đến theo mùa và sinh sản như con non 1 tuổi hoặc 2 tuổi. Loài này sinh sản chỉ một lần trong một năm.
Một con linh dương đầu bò đen đực vượt trội sẽ có một quần tụ nhiều con cái và không cho phép những con đực khác giao phối với chúng. Mùa sinh sản xảy ra vào cuối mùa mưa, kéo dài một vài tuần giữa tháng Hai và tháng Tư. Khi một con cái của nó đi vào chu kỳ động dục, con đực tập trung vào con cái đó và giao phối với con cái đó nhiều lần. Hành vi giao phối của con đực vào thời điểm này bao gồm việc giãn cơ chậm, úp tai xuống, đánh hơi âm hộ, thể hiện nghi thức tiểu tiện và chạm cằm vào mông con cái. Đồng thời, con cái vẩy đuôi lên (đôi khi theo chiều dọc) hoặc vun vút ngang qua mặt con đực. Cặp đôi thường tách ra sau khi giao phối, nhưng đôi khi linh dương cái di chuyển theo bạn đời của nó ở phía sau, dùng mõm chạm vào mông con đực. Trong mùa sinh sản, con đực đánh mất điều kiện như việc trải qua ít thời gian gặm cỏ hơn. Linh dương đực được biết đến còn có thể gắn kết với những con đực khác.
Thai kỳ kéo dài khoảng 8 tháng rưỡi, sau đó linh dương non duy nhất được sinh ra. Con cái đau đẻ không di chuyển ra khỏi đàn con cái, liên tục nằm xuống rồi đứng lên vài lần. Sinh sản thường diễn ra tại khu vực cỏ thấp, và diễn ra khi linh dương cái nằm ở vị trí đó. Nó đứng lên ngay sau đó làm dây rốn đứt ra, liếm sạch thân con non và nhai nhau thai. Mặc dù khác biệt vùng miền, khoảng 80% số con cái sinh sản trong khoảng thời gian 2-3 tuần sau khi bắt đầu mùa mưa - từ giữa tháng 11 đến cuối tháng 12. Sinh sản theo mùa giữa những cá thể linh dương đầu bò nuôi nhốt tại các vườn thú ở châu Âu cũng được báo cáo. Không có báo cáo nào về các trường hợp sinh đôi.
Thú non có bộ lông hung hung, xù xì và cân nặng khoảng 11 kilôgam (24 lb). Đến cuối tuần thứ 4, bốn răng cửa xuất hiện đầy đủ và tại khoảng thời gian đó, hai cấu trúc nhô lên giống như cục u, sừng non xuất hiện trên đầu. Về sau phát triển thành sừng đạt chiều dài 200–250 mm (8–10 in) vào tháng thứ 5 và phát triển tốt vào tháng thứ 8. Con non có thể đứng và chạy ngay sau khi sinh, một khoảng thời gian rất nguy hiểm đối với động vật non trong tự nhiên. Linh dương đầu bò non được nuôi bằng sữa mẹ đến khi đạt 6 đến 8 tháng tuổi, bắt đầu gặm cỏ khi được 4 tuần và vẫn còn ở với mẹ cho đến khi con non tiếp theo của linh dương cái sinh ra sau đó một năm.

## Phân bố và môi trường sống
Linh dương đầu bò đen có nguồn gốc từ phía nam châu Phi. Trong lịch sử, phạm vi sinh sống của loài này bao gồm các nước Nam Phi, Eswatini và Lesotho, nhưng ở hai quốc gia sau đã bị săn bắt đến tuyệt chủng vào thế kỷ 19. Loài được tái nhập tại nơi sống cũ và cũng du nhập đến Namibia, nơi có sự thiết lập thuận lợi.
Linh dương đầu bò đen sống tại đồng bằng rộng, đồng cỏ và đất cây bụi Karoo; tại cả hai khu vực miền núi dốc lẫn đồi núi nhấp nhô thấp. Độ cao tại nhiều khu vực biến thiên trong khoảng 1.350–2.150 m (4.430–7.050 ft). Đàn thường di trú hoặc du mục, nếu không, chúng có thể có phạm vi định cư thường khoảng 1 km2 (11.000.000 foot vuông). Đàn con cái đi lang thang theo phạm vi định cư dao động quanh kích thước 250 mẫu Anh (100 ha; 0,39 dặm vuông Anh). Trong quá khứ, linh dương đầu bò đen sinh sống trên đồng cỏ ôn đới tại Highveld suốt mùa đông khô và vùng Karoo khô hạn suốt mùa mưa. Tuy nhiên, do kết quả săn bắt quy mô lớn nhằm lấy da, linh dương đã biến mất khỏi phạm vi sống trong lịch sử. Hiện nay phần lớn giới hạn tại nông trại nuôi thú săn hoặc khu bảo tồn phía nam châu Phi. Tại hầu hết khu bảo tồn, linh dương đầu bò đen chia sẻ môi trường sống với linh dương blesbok và linh dương nhảy.

## Mối đe dọa và bảo tồn
Tại những nơi linh dương đầu bò đen sống cùng với linh dương đầu bò xanh, hai loài này có thể lai giống, điều này được xem là mối đe dọa tiềm năng cho việc duy trì loài thuần chủng. Linh dương đầu bò đen từng rất đông đúc và hiện diện tại miền nam châu Phi với nhiều đàn lớn. Nhưng đến cuối thế kỷ XIX, gần như bị săn bắt đến tuyệt chủng và chỉ còn ít hơn 600 cá thể còn lại. Một số lượng nhỏ các cá thể vẫn còn hiện diện tại khu bảo tồn thú săn, vườn thú, đó là những quần thể được cứu sống.
Hiện nay, có hơn 18.000 cá thể, 7.000 trong số đó ở Namibia, sống trong điều kiện nuôi nhốt ngoài phạm vi tự nhiên. Khoảng 80% linh dương đầu bò đen sống tại những khu tư nhân, trong khi 20% khác được giới hạn tại khu vực bảo vệ. Số lượng hiện nay đang có xu hướng tăng lên (đặc biệt trên đất tư nhân). Vì lý do đó mà IUCN liệt kê linh dương đầu bò đen vào nhóm "loài ít quan tâm" trong sách đỏ IUCN. Chúng cũng được du nhập đến Namibia một cách thành công và số lượng đã tăng đáng kể từ 150 vào năm 1982 lên 7.000 vào năm 1992.

## Được sử dụng và tương tác với con người

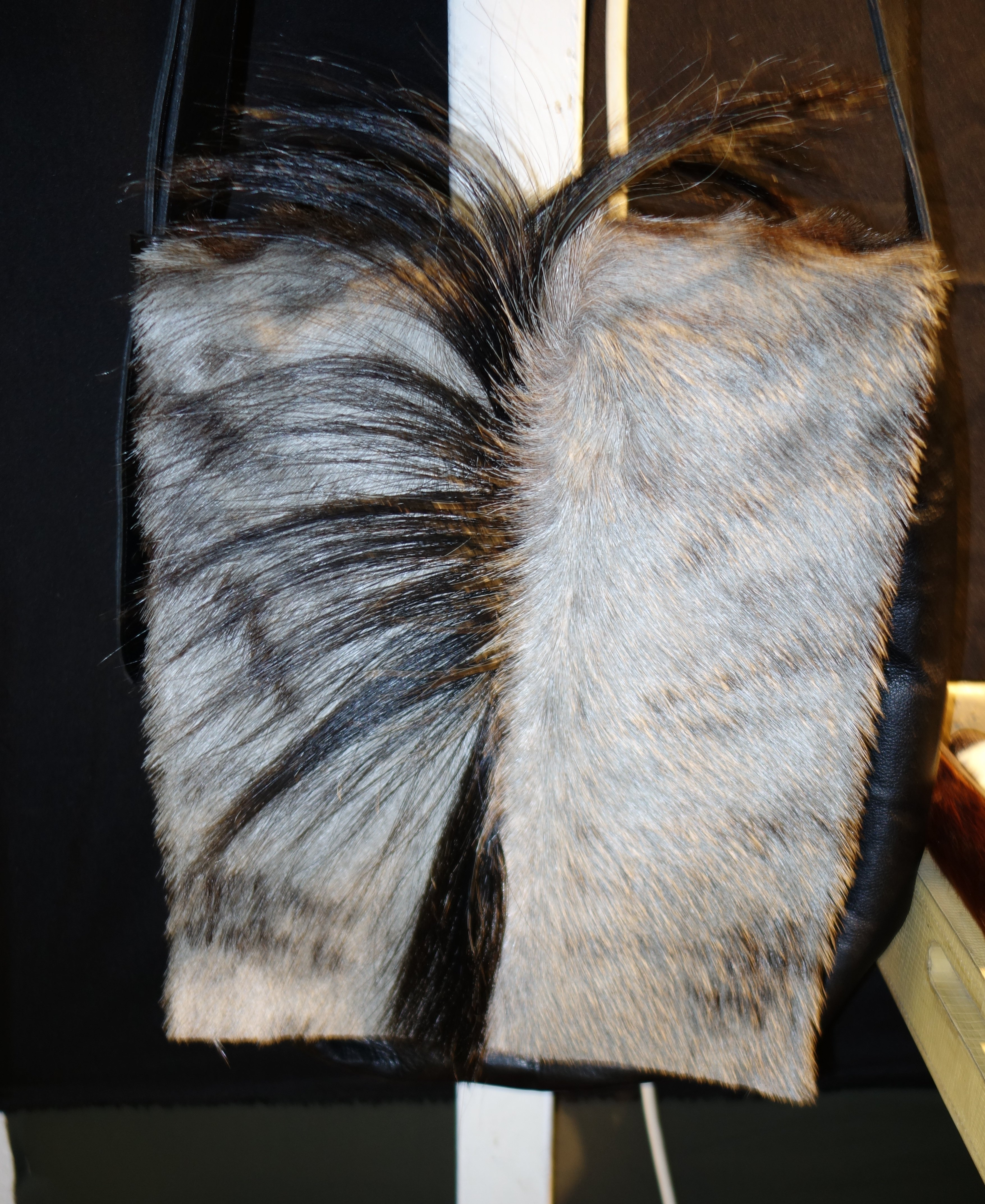
Một chiếc túi làm từ da linh dương

Linh dương đầu bò đen được vẽ trên phù hiệu áo giáp của tỉnh Natal tại Nam Phi. Trong những năm qua, giới chức trách Nam Phi đã phát hành tem in hình động vật và kho bạc Nam Phi đã đúc đồng xu 5 rand với hình một con linh dương đầu bò đen đang nhảy dựng lên.
Mặc dù ngày nay chúng không hiện diện trong môi trường tự nhiên với số lượng lớn, nhưng từng có thời điểm linh dương đầu bò đen là động vật ăn cỏ chính của hệ sinh thái và là mục tiêu săn mồi chủ yếu của động vật ăn thịt lớn như sư tử. Hiện nay, chúng rất quan trọng về mặt kinh tế đối với con người, là một điểm thu hút du lịch lớn cũng như cung cấp sản phẩm động vật như da và thịt. Da sống sản xuất thành da thuộc có chất lượng tốt. Thịt linh dương thô, khô ráo, bảo quản lâu. Thịt linh dương đầu bò được sấy khô để làm món biltong, một phần quan trọng trong ẩm thực Nam Phi. Thịt linh dương cái mềm hơn so với con đực, thịt đạt chất lượng nhất vào mùa thu. Linh dương đầu bò có thể cung cấp thịt gấp mười lần thịt linh dương Thomson. Chiếc đuôi mượt, mềm rũ được sử dụng làm "phất trần" hay "chowries".
Tuy nhiên, linh dương đầu bò đen cũng có thể ảnh hưởng tiêu cực đến con người. Cá thể tự nhiên có thể được xem là đối thủ cạnh tranh với vật nuôi thương mại, có thể truyền nhiễm bệnh hiểm nghèo như dịch tả trâu bò và là nguyên nhân gây ra dịch bệnh động vật, đặc biệt trên gia súc. Chúng cũng có thể lây lan bọ ve, giun phổi, sán dây, ruồi và sán paramphistome.